# Рокапијетра (Верчели)
Рокапијетра је насеље у Италији у округу Верчели, региону Пијемонт.
Према процени из 2011. у насељу је живело 646 становника. Насеље се налази на надморској висини од 434 м.